# Arrondissement d'Annecy
L'arrondissement d'Annecy est une division administrative française, située dans le département de la Haute-Savoie et la région Auvergne-Rhône-Alpes.

## Composition

### Découpage cantonal depuis 2015
Composition de l'arrondissement : 
- Canton d'Annecy-1
- Canton d'Annecy-2
- Canton d'Annecy-3
- Canton d'Annecy-4
- Canton de Faverges-Seythenex
- Canton de Rumilly

### Découpage communal depuis 2015
Depuis 2015, le nombre de communes des arrondissements varie chaque année soit du fait du redécoupage cantonal de 2014 qui a conduit à l'ajustement de périmètres de certains arrondissements, soit à la suite de la création de communes nouvelles. Le nombre de communes de l'arrondissement d'Annecy est ainsi de 93 en 2015, 89 en 2016, 80 en 2017 et 79 en 2019.
Le 2 juin 2023 par arrêté préfectoral, les communes de Cuvat et de Villy-le-Pelloux sont rattachées à l'arrondissement de Saint-Julien-en-Genevois. Le nombre de communes passe de 79 à 77.
Au 1er janvier 2024, l'arrondissement groupe les 77 communes suivantes :
1. Alby-sur-Chéran
2. Alex
3. Allèves
4. Annecy
5. Argonay
6. La Balme-de-Sillingy
7. La Balme-de-Thuy
8. Bloye
9. Bluffy
10. Le Bouchet-Mont-Charvin
11. Boussy
12. Chainaz-les-Frasses
13. Chapeiry
14. La Chapelle-Saint-Maurice
15. Charvonnex
16. Chavanod
17. Chevaline
18. Choisy
19. Les Clefs
20. La Clusaz
21. Crempigny-Bonneguête
22. Cusy
23. Dingy-Saint-Clair
24. Doussard
25. Duingt
26. Entrevernes
27. Epagny Metz-Tessy
28. Étercy
29. Faverges-Seythenex
30. Fillière
31. Giez
32. Le Grand-Bornand
33. Groisy
34. Gruffy
35. Hauteville-sur-Fier
36. Héry-sur-Alby
37. Lathuile
38. Leschaux
39. Lornay
40. Lovagny
41. Manigod
42. Marcellaz-Albanais
43. Marigny-Saint-Marcel
44. Massingy
45. Menthon-Saint-Bernard
46. Mésigny
47. Montagny-les-Lanches
48. Moye
49. Mûres
50. Nâves-Parmelan
51. Nonglard
52. Poisy
53. Quintal
54. Rumilly
55. Saint-Eusèbe
56. Saint-Eustache
57. Saint-Félix
58. Saint-Ferréol
59. Saint-Jean-de-Sixt
60. Saint-Jorioz
61. Saint-Sylvestre
62. Sales
63. Sallenôves
64. Serraval
65. Sevrier
66. Sillingy
67. Talloires-Montmin
68. Thônes
69. Thusy
70. Val de Chaise
71. Vallières-sur-Fier
72. Vaulx
73. Versonnex
74. Veyrier-du-Lac
75. Les Villards-sur-Thônes
76. Villaz
77. Viuz-la-Chiésaz

## Démographie
En 2022, l'arrondissement comptait 294 784 habitants.
| 1968    | 1975    | 1982    | 1990    | 1999    | 2006    | 2011    | 2016    | 2021    |
| ------- | ------- | ------- | ------- | ------- | ------- | ------- | ------- | ------- |
| 134 812 | 161 820 | 180 583 | 204 880 | 229 039 | 249 501 | 264 008 | 282 319 | 293 040 |

| 2022    | - | - | - | - | - | - | - | - |
| ------- | - | - | - | - | - | - | - | - |
| 294 784 | - | - | - | - | - | - | - | - |

## Sous-préfets
| Période      | Période | Identité                         | Fonction précédente | Observation |
| ------------ | ------- | -------------------------------- | ------------------- | ----------- |
|              |         |                                  |                     |             |
| 10 juin 1814 | 1815    | Félix-Léonard de Roussy de Sales |                     |             |
|              |         |                                  |                     |             |